# Música de fondo

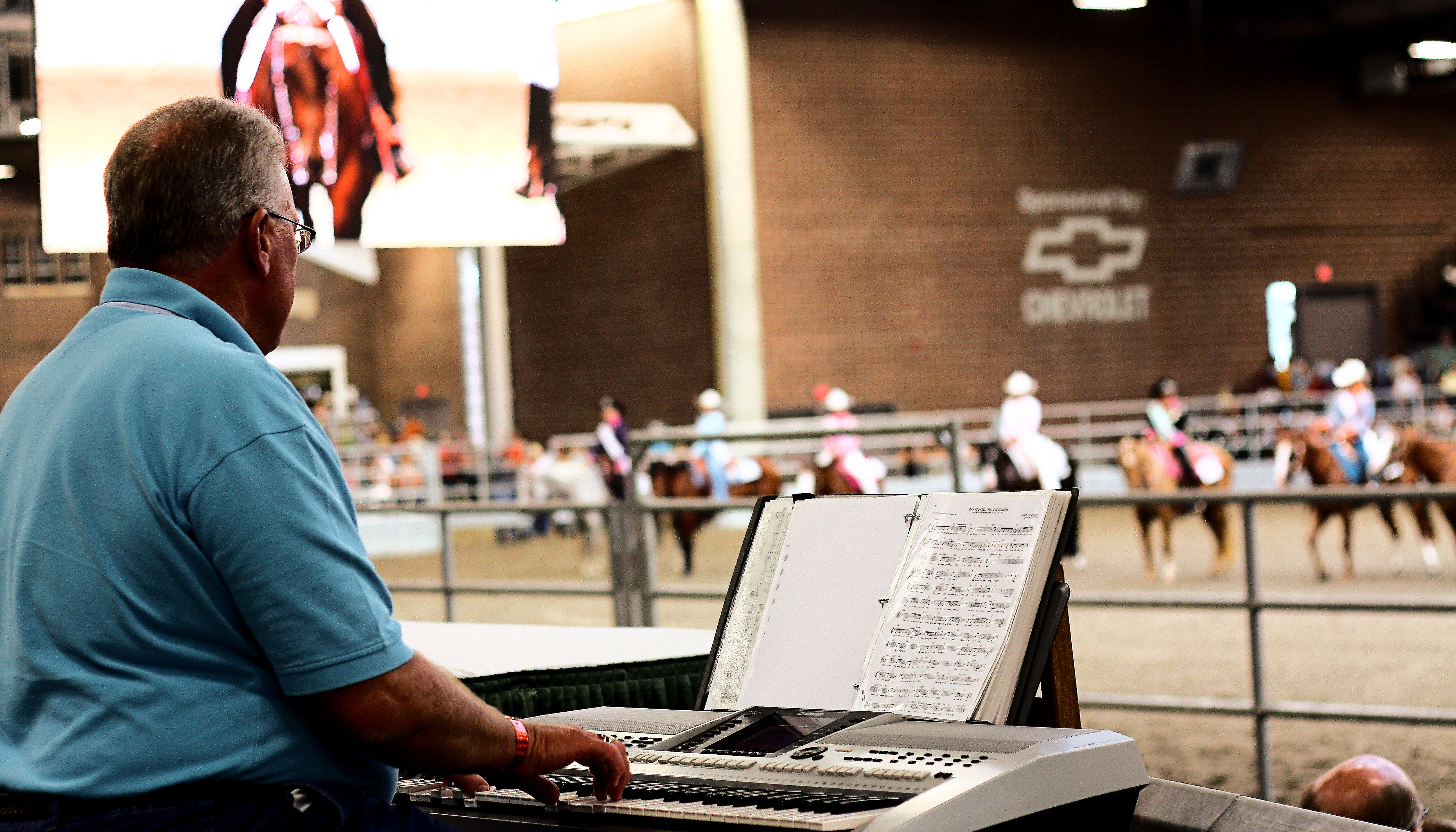
El pianista en la imagen proporciona música de fondo en un concurso de hípica.

«Música de fondo» hace referencia a varios estilos de música o sonidos, destinados principalmente a ser oídos de manera pasiva. No está destinada a ser el principal centro de atención de un determinado público, sino más bien a complementar aquello sobre lo que se quiere centrar. También se conoce como música de fondo la que se reproduce a un volumen bajo y que tampoco es el principal centro de atención de un público. Ejemplos tradicionales de música de fondo incluyen la música que se reproduce en distintas fiestas y la que se reproduce en ciertos centros comerciales. También es común el empleo de música de fondo en diversos medios electrónicos, incluyendo cine, televisión y vídeos por Internet.